# Hormozgán tartomány
Hormozgán tartomány (perzsául استان هرمزگان [Ostân-e Hormozgân]) Irán 31 tartományának egyike az ország déli részén, a Perzsa-öböl, a Hormuzi-szoros és az Ománi-öböl partján. Északnyugaton Fársz, északkeleten Kermán, keleten Szisztán és Beludzsisztán, délen az Ománi- és a Perzsa-öböl, nyugaton pedig Busehr tartomány határolja. Székhelye Bandar- Abbász városa. Területe 70 697 km², lakossága 1 365 377 fő.

## Népesség
A tartomány népessége az alábbiak szerint alakult:
| Lakosok száma | 1 403 674 | 1 578 183 | 1 776 415 |
|               | 2006      | 2011      | 2016      |

## Közigazgatási beosztás

Hormozgán tartomány megyéi

Hormozgán tartomány 2021 novemberi állás szerint 13 megyére (sahrasztán) oszlik. Ezek: Abumuszá, Bandar-Abbász, Bandar Lenge, Baságard, Basztak, Dzsászk, Hádzsiábád, Hamir, Kesm, Mináb, Pársziján (2007-ig Gávbandi), Rudán, Szirik.

## Fordítás
Ez a szócikk részben vagy egészben  a(z)   استان‌های ایران című perzsa Wikipédia-szócikk ezen változatának fordításán alapul.  Az eredeti cikk szerkesztőit annak laptörténete sorolja fel. Ez a jelzés csupán a megfogalmazás eredetét és a szerzői jogokat jelzi, nem szolgál a cikkben szereplő információk forrásmegjelöléseként.